# Exorista egena
Exorista egena là một loài ruồi trong họ Tachinidae.